# Fort de Bangalore

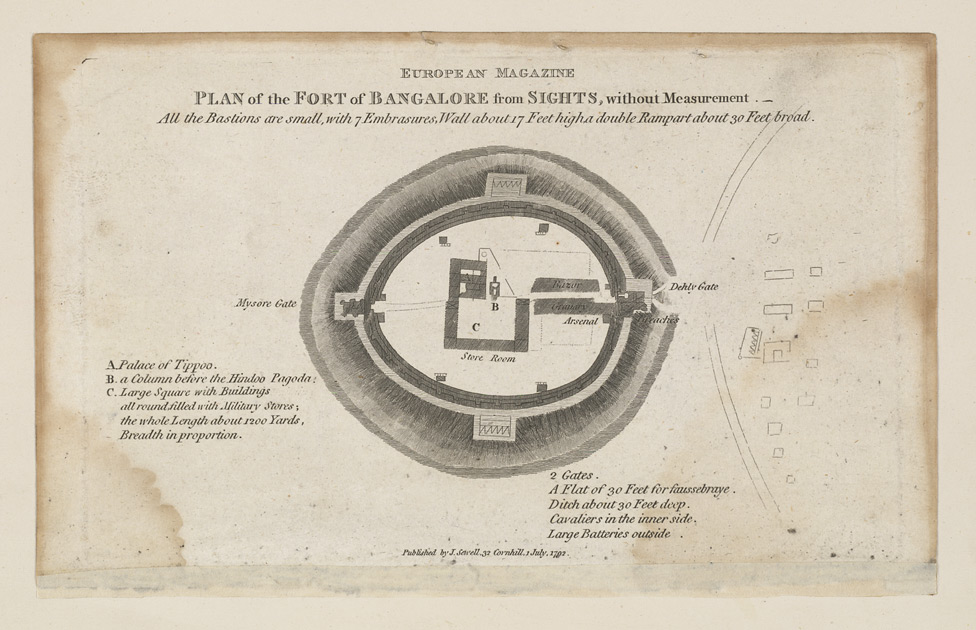
Plan du Fort de Bangalore en 1792

Le Fort de Bangalore a été construit à l'origine en terre, en 1537 sous le règne de Kempe Gowda Ier (en), un vassal du Royaume de Vijaynagara et fondateur de Bangalore, aujourd'hui Bengaluru.
Le Sultan Haidar Alî en 1761 fait remplacer les murailles de terre par des murailles de pierres pendant les Guerres du Mysore. L'armée de la Compagnie britannique des Indes orientales, dirigée par Charles Cornwallis assiège et enlève le fort le 21 mars 1791 pendant la troisième des quatre guerres du Mysore.
A l'époque, le lieu était la forteresse d'où régnait le sultan Tipû Sâhib. L'ancien fort comprenait également un temple, le Palais d'été de Tipû Sâhib et son arsenal. Aujourd'hui, il ne subsiste des ouvrages militaires que la porte de Delhi, située sur la rue Krishna Rajendra et deux bastions. Une plaque de marbre commémore l'endroit où les Britanniques ont percé le mur du fort, ce qui a mené à la capture de Tipû en 1792.

## Histoire

### Dynasties de Vijayanagara et des Wodeyar
L'histoire du fort de Bangalore commence en 1537 quand Kempe Gowda Ier du Royaume de Vijayanagara, considéré comme le fondateur de la ville de Bangalore, en a fait sa capitale et y a fait construire un fort en terre.
Kempe Gowda Ier, qui a fait preuve de qualités remarquables de dirigeant dès son enfance, a eu une vision grandiose de la construction d'une nouvelle ville qui a été alimentée par ses visites à Hampi (aujourd'hui ville classée au patrimoine mondial), la capitale du Royaume de Vijayanagara, alors magnifique.
Il persévéra dans sa vision et obtint la permission et le soutien du roi Achutaraya, le souverain du royaume, de se construire une nouvelle ville. Le roi fait don à Kempe Gowda de 12 hoblis (en) (parts des taxes) soit un revenu annuel de 30 000 pièces d'or, pour couvrir les dépenses de son entreprise.
Kempe Gowda quitte alors sa terre ancestrale de Yelahanka (en) (située à 15 km de l'actuelle Bengaluru) pour établir sa nouvelle principauté. Selon la légende, c'est au cours d'une expédition de chasse avec son conseiller Gidde Gowda que le site de Bangalore fut choisi. Un événement étonnant - un lièvre chassant un chien de chasse - fut le présage favorable, attribué à la déesse Lakshmi qui emporta la décision sur le lieu de la future capitale.
Un jour propice de 1537, les festivités rituelles furent donc menées. Quatre paires de taureaux blancs décorés labourèrent la terre dans quatre directions, le point central se situant à la jonction des  rues actuelles appelées Avenue Road et Old Taluk Kacheri Road,.

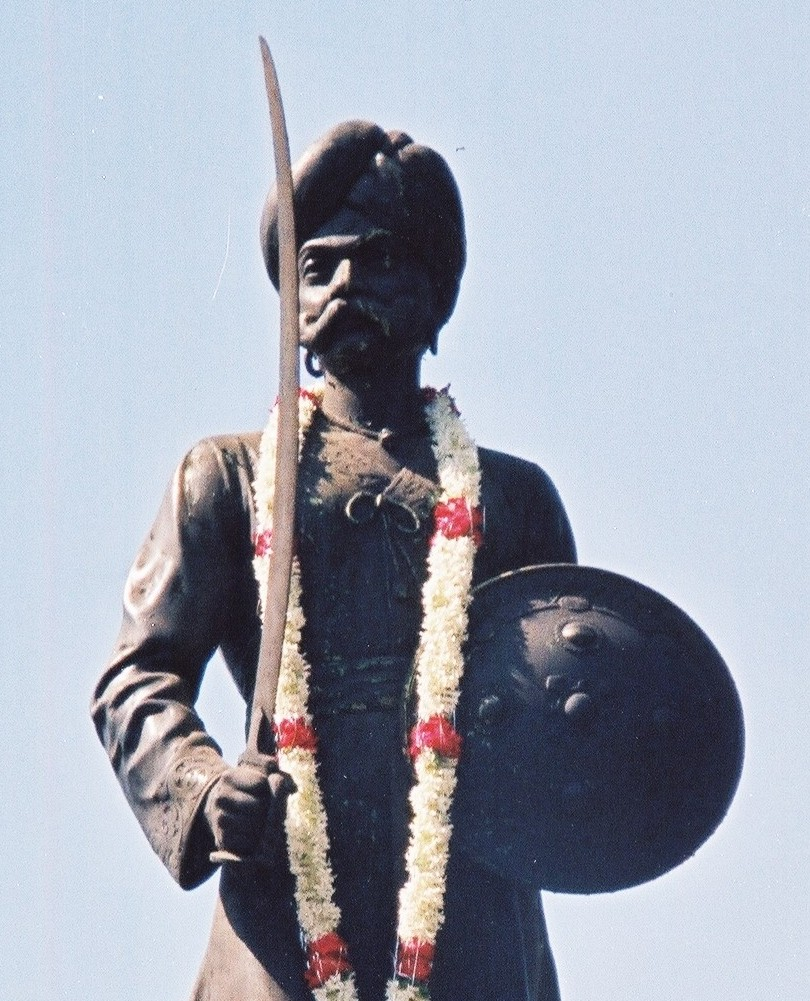
Statue de Kempe Gowda I

Par la suite, il construisit le fort avec des murailles de terre, entourées d'un fossé et percées de neuf grandes portes en maçonnerie. La construction du fort est également l'objet d'une légende. Pendant la construction du fort, une prédiction assurait que la porte sud s'effondrerait aussitôt qu'elle aurait été construite et qu'un sacrifice humain serait indiqué pour éloigner les mauvais esprits responsables. Kempe Gowda refusa d'accepter ce sacrifice humain. Sa belle-fille, Lakshamma, réalisant la situation difficile de son beau-père, se décapita alors avec une épée à la porte sud dans l'obscurité de la nuit. Ainsi, les mauvais génies satisfaits, la construction du fort s'acheva sans incident. En mémoire de Lakshamma, Kempe Gowda fit ériger aux environs un temple en son nom à Koramangala (en) devenu un quartier chic de l'actuelle Bengaluru. Ainsi, prit forme le rêve de Kempe Gowda le village appelé Bengaluru Pete s'étendant par la suite autour noyau constitué par le fort de Bangalore qui se trouve désormais dans la partie ouest de la métropole.
Cent ans plus tard, en 1637-1638, à l'abri de son fort, Bangalore, sous le règne de Kempe Gowda III, était très prospère. Rustam i Zaman, un général commandant une armée du sultanat rival de Bijapur était en campagne. Après avoir capturé le fort de Sira (dans l'actuel District de Tumkur au Karnataka, il envisageait de prendre le fort de Bangalore et la ville. Après la prise de la ville et le siège de la forteresse, les assaillants parvinrent à obtenir la reddition de Kempe Gowda qui céda le fort avec toutes ses richesses sans aucune bataille. Rustom-i-Zaman prit alors le contrôle du fort et en confia la gestion à Shahaji (en). Celui-ci fit de Bangalore le quartier général des territoires qu'ils avaient récemment conquis.
Le fort de terre fut ensuite agrandi sous le règne de Chikkadeva Raya de la  Dynastie des Wodeyar entre 1673 et 1704.

### Sultanat de Mysore
Pendant les Guerres de Mysore, le fort est rénové par le sultan Haidar Alî, qui fait refaire les murailles en granit. En 1761, une partie du fort est bombardée par les Britanniques lors d'une bataille contre Tipû Sâhib, fils de Haidar Alî. Sous le règne de Tipû Sâhib le fort est réparé, le sultan en fait le siège de son pouvoir et le palais d'été y est construit, ainsi qu'un temple dédié à Ganesh.
En mars 1791, l'armée de la Compagnie britannique des Indes orientales, dirigée par Lord Cornwallis, assiége le fort de Bangalore pendant la Troisième guerre de Mysore. Après la forte résistance de l'armée du sultan, dirigée par le commandant Bahadur Khan, qui a fait plus de 2 000 morts, les Britanniques franchissent, le 21 mars, les murs près de la porte de Delhi et capturent son défenseur,. Selon le chroniqueur britannique Mark Wilks, "La résistance était partout respectable." 
Avec la prise du fort de Bangalore, l'armée de la Compagnie britannique des Indes orientales se réapprovisionne et obtient une base stratégique à partir de laquelle elle peut attaquer en 1799 la capitale du sultan Tipû, Srirangapatna.

Siege de Bangalore en 1791.
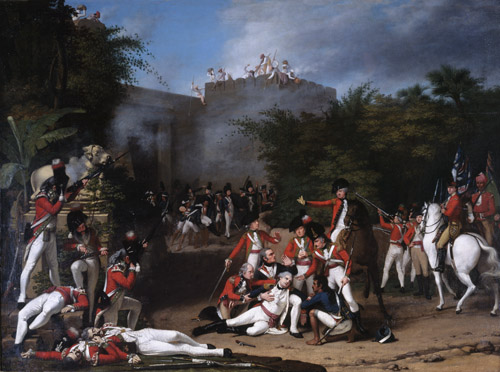
Mort du Colonel Moorhouse pendant l'assaut de la porte de Pettah.
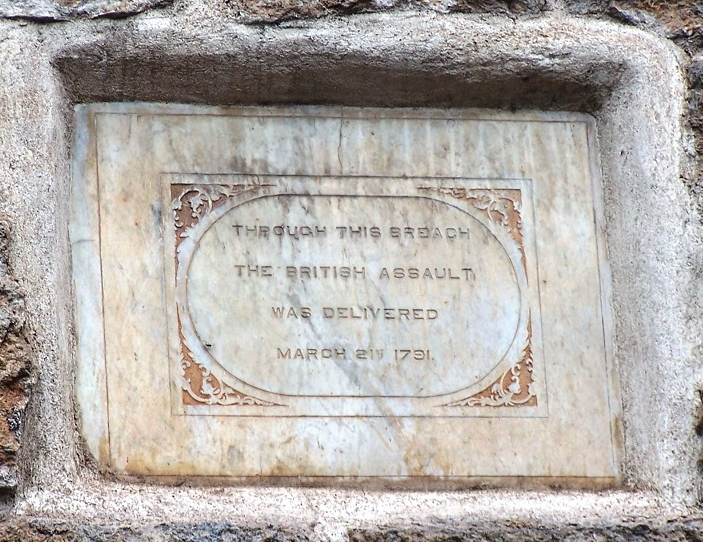
Plaque commémorative du siège de Bangalore.
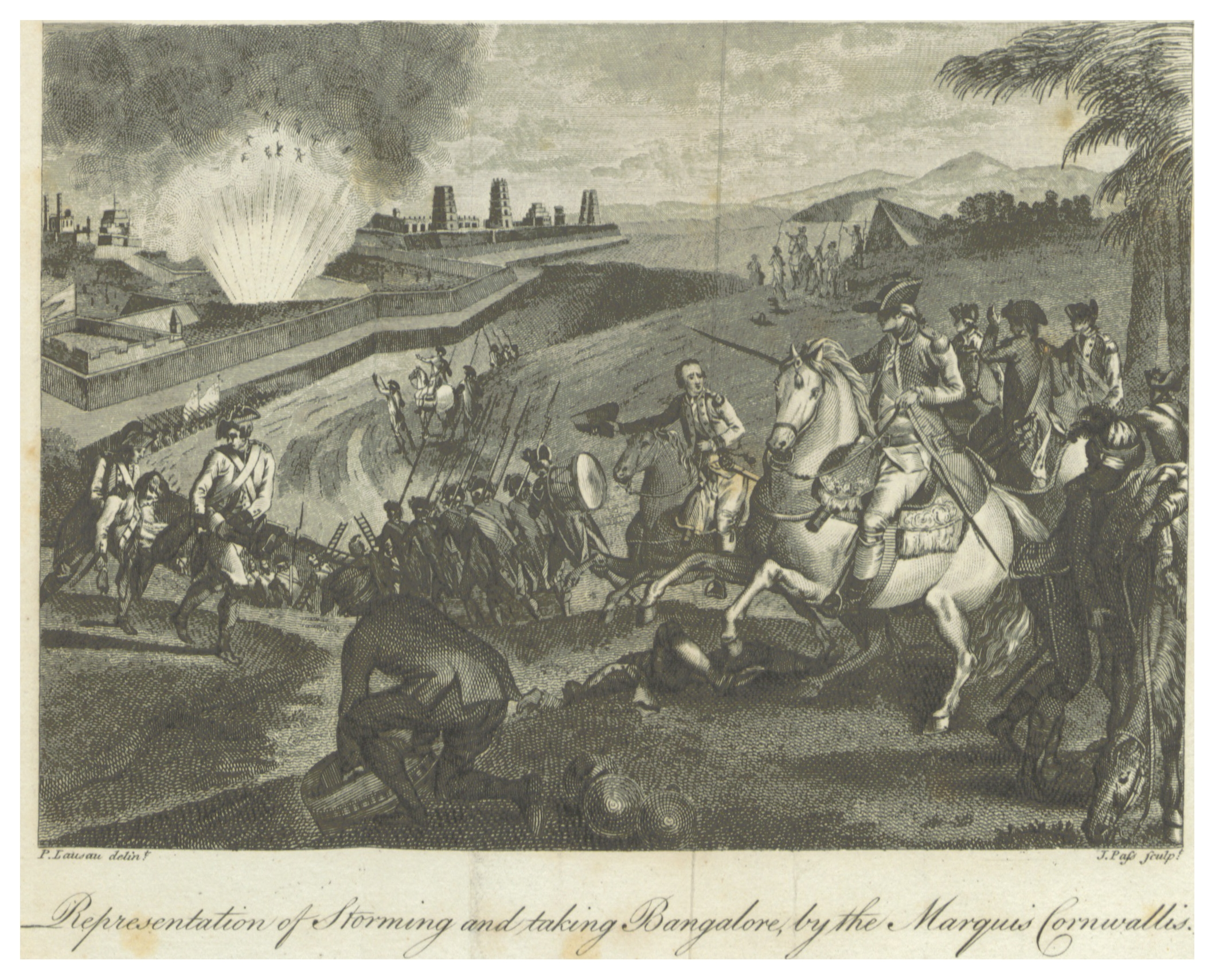
Prise de Bangalore par le 1er marquis de Cornwallis[7].

## Description

### Le fort
Le Lieutenant Colonel Sandes décrit ainsi la ville : Bangalore, comme Madras, avait un fort, avec un pettah, ou ville fortifiée, à l'extérieur. Cette disposition était une caractéristique de presque toutes les villes ou colonies de l'Inde, le fort fournissant un lieu de refuge pour la plupart des habitants si le pettah était en danger de capture. Le fort de Bangalore avait un périmètre d'environ un mille. Sous Tipû Sâhib il était en maçonnerie solide, entouré d'un large fossé qui était commandé par 26 tours placées par intervalles le long des remparts. Au nord se trouvait le pettah, de plusieurs kilomètres de circonférence et protégé par un faible rempart, une profonde ceinture d'épines et de cactus et un petit fossé. Dans l'ensemble, Bangalore n'était pas un endroit qui invitait à l'attaque.

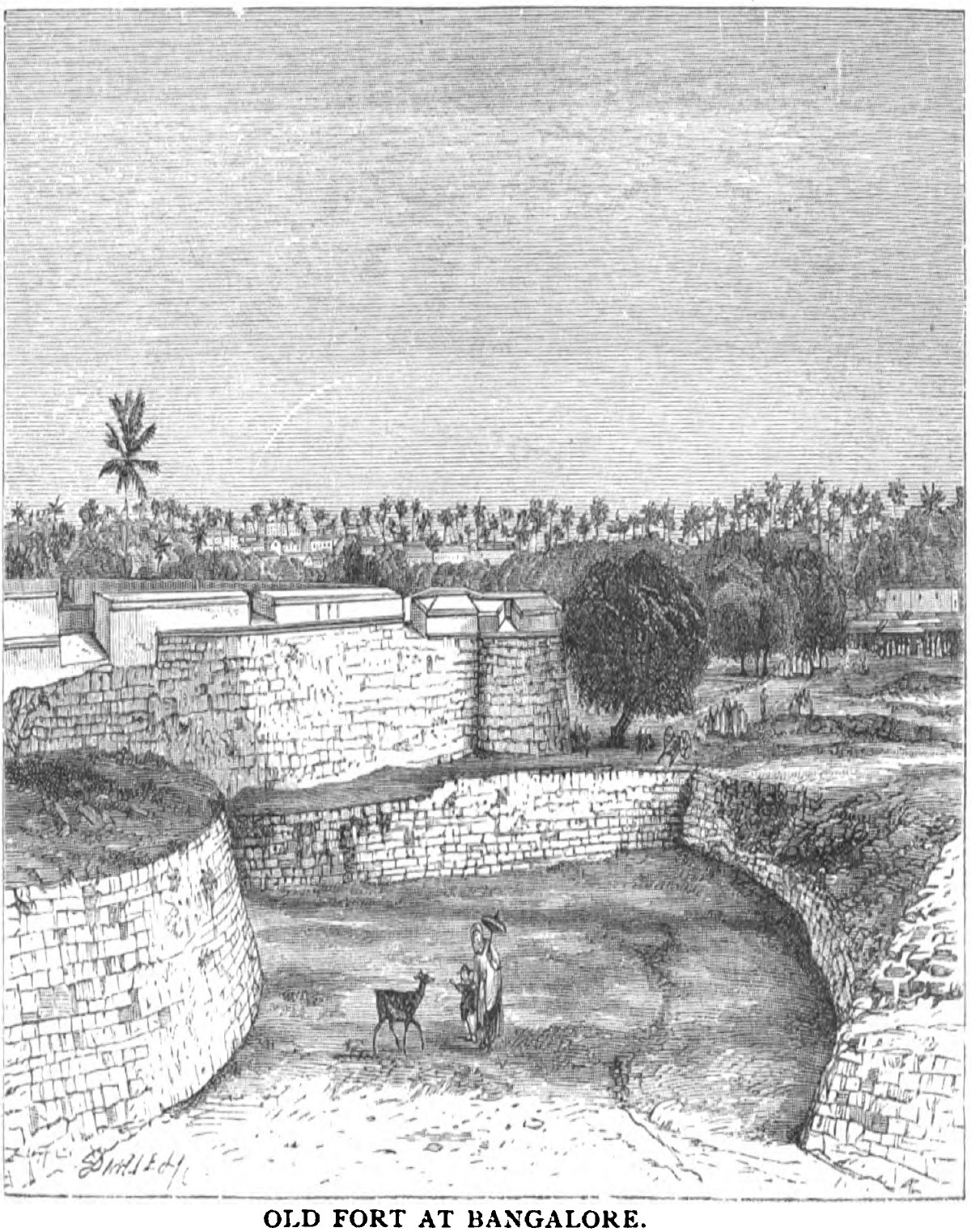
Le fort en 1871
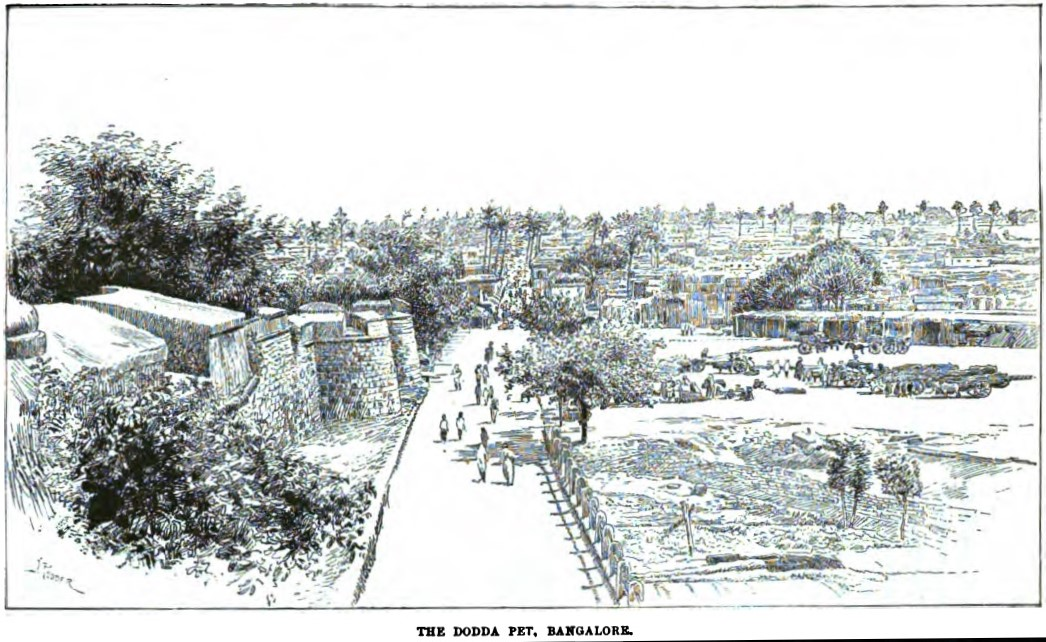
Bangalore en 1891[10].
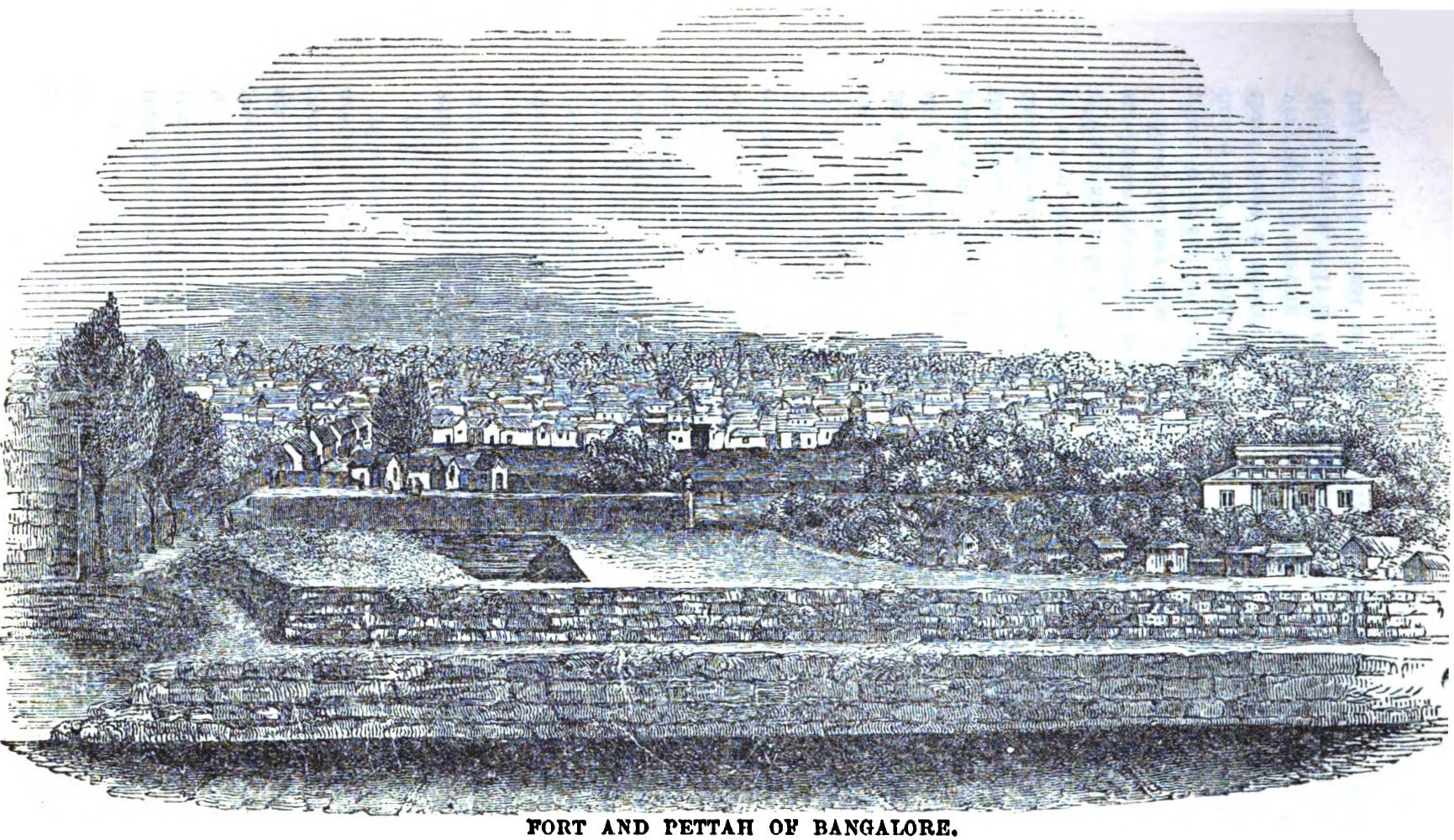
Le fort et la ville fortifiée en 1849[11].
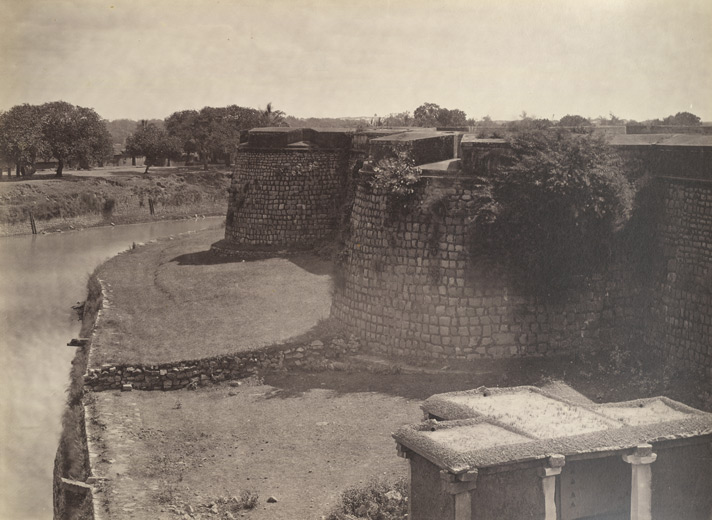
Le fort en 1860[12].
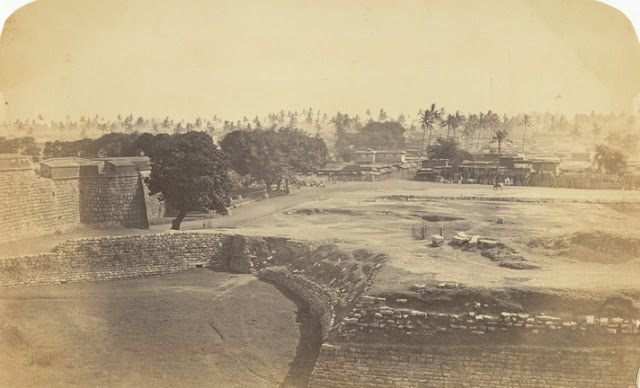
Bangalore en 1855[13].
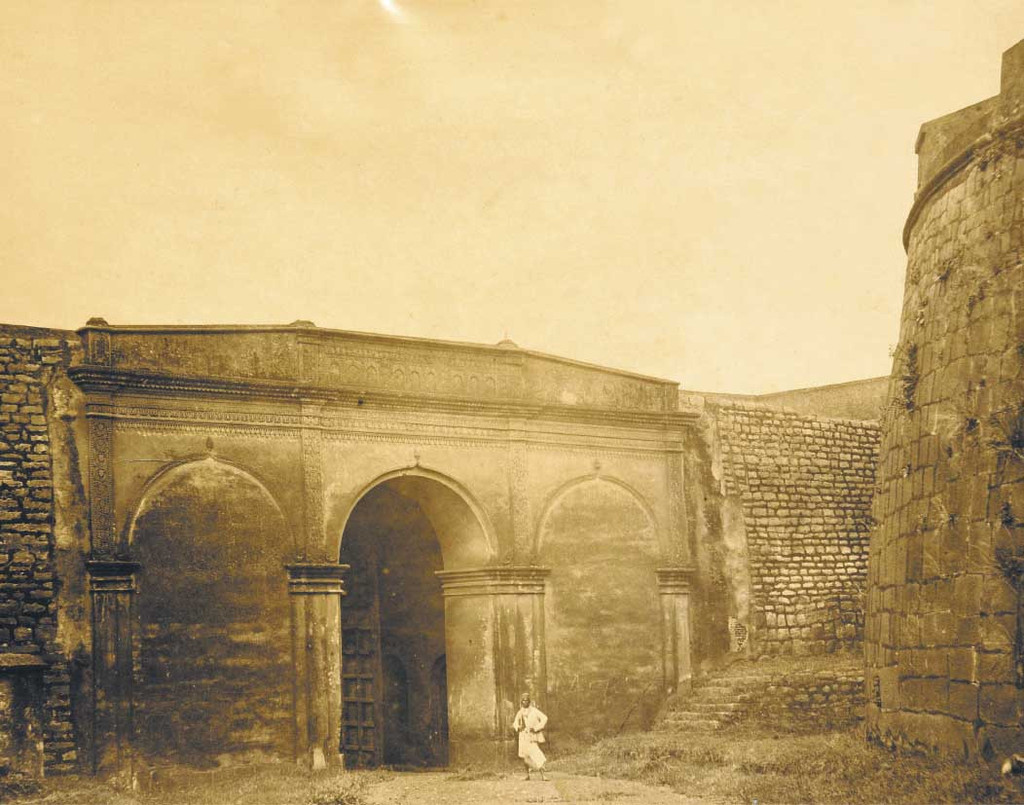
Porte du fort en 1883.
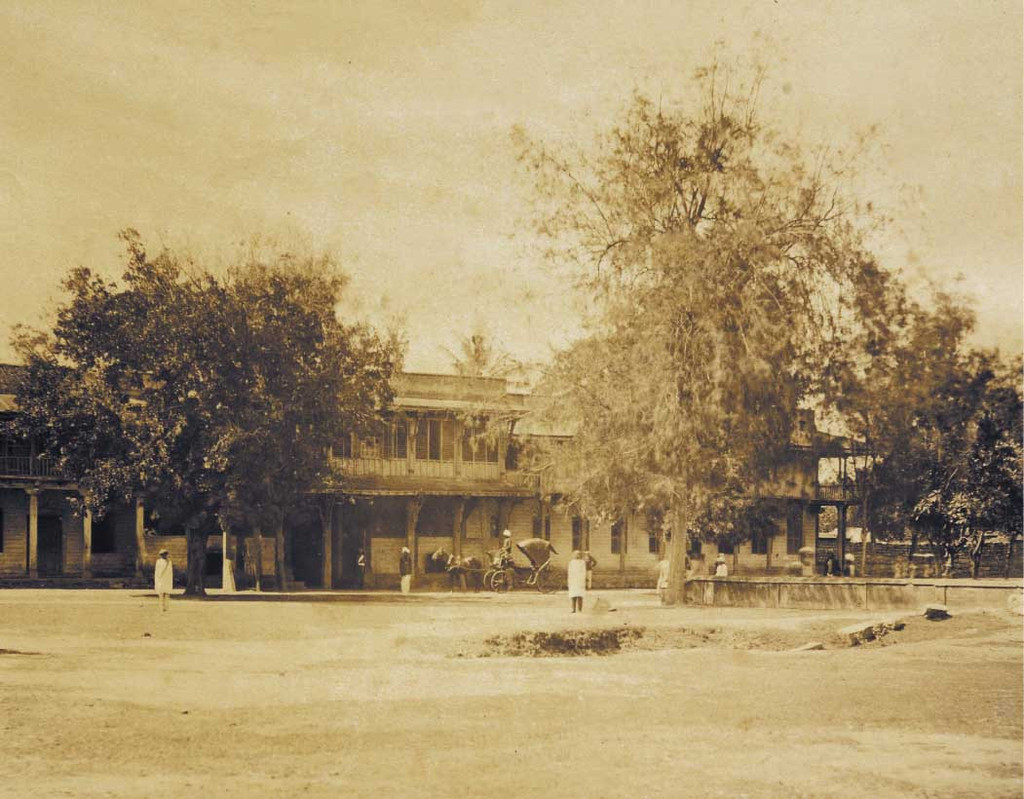
Le palais d'été en 1883.

Il ne reste du fort aujourd'hui que la Porte de Delhi, le reste a été démoli. À l'origine, il s'étendait de la Porte de Delhi jusqu'au campus actuel du Kempegowda Institute of Medical Sciences. Dans l'ancienne enceinte du Fort de Bangalore se trouve l'actuel hôpital Victoria, le temple Swamy Kote Venkataramana, le Palais d'été de Tipû Sâhib, le parc Makkala Koota, le campus du Bangalore Medical College and Research Institute, l'école et l'église du fort, le Minto Ophthalmic Hospital

### L'église
L'église était située dans le Fort de Bangalore. Elle a été démolie pour faire place à l'Hôpital des femmes et des enfants Deani Vilas. Le gouvernement de Mysore a attribué en compensation un terrain à Chamrajpet (en) pour la construction d'une nouvelle église et c'est maintenant l'église Saint-Luc,
Les premiers documents faisant référence à l'église du fort comme étant la chapelle du tambour, qui aurait été construite par des soldats britanniques après la Chute de Tipû Sâhib,.
L'église de Bangalore a été la première église protestante à être élevée dans la ville.

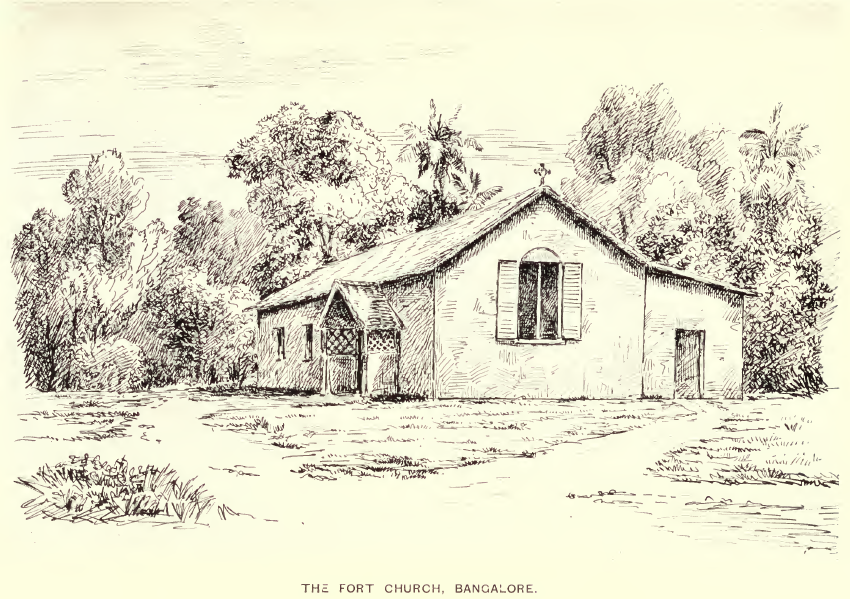
L'église du fort en 1912[19],[15].
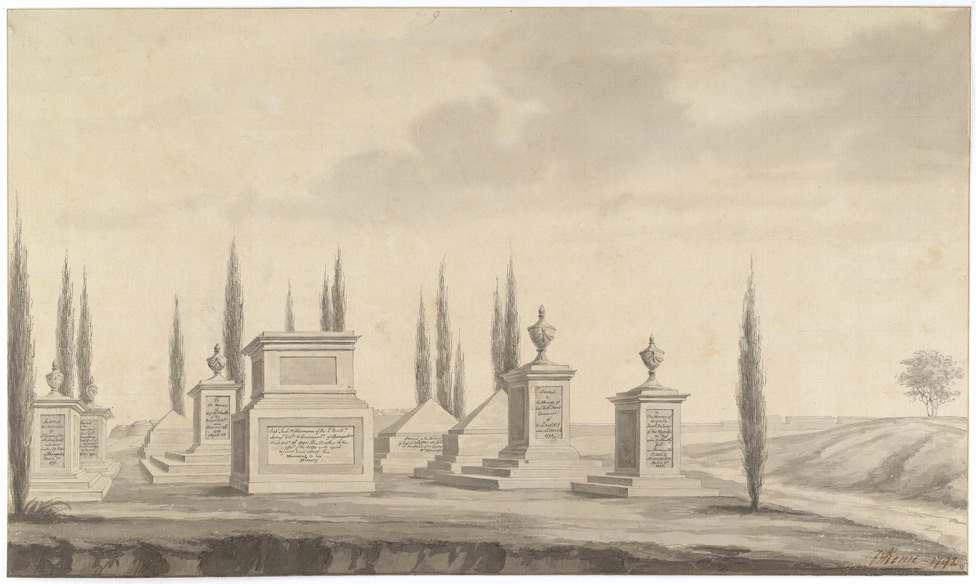
Vue du cimetière de Bangalore en 1794[20].

### Le cimetière
Le cimetière du Fort, contenait les sépultures des officiers tombés au cours du siège de Bangalore,. Il était situé juste à l'extérieur de l'église du Fort qui en assurait l'entretien. Le cimetière était planté de cyprès, de rosiers et de fleurs. Le gouvernement de l'État de Mysore avait construit un mur d'enceinte et une porte,.
Les dépouilles des soldats furent ultérieurement transférées et un cénotaphe commémorant le siège fut érigé par le Royaume de Mysore, cénotaphe qui a été vandalisé le 28 octobre 1964 et complètement détruit,,,.

### L'école
L'église du Fort, gérait également une école à partir de la fin du XIXe siècle. L'église a fourni du mobilier, des cartes et les financements nécessaires étaient gérés par le comité scolaire,.
Des documents  diocésains montrent que cette première école fonctionnait encore en 1909,. Il existe toutefois encore une école du Fort à Chamrajpet, dont le bâtiment date de 1907. Autrefois appelée English Vernacular School celle-ci est située en face près du Palais d'été de Tipû Sâhib.

### Situation actuelle
Tout ce qui reste du fort est la Porte de Delhi et les vestiges de deux bastions. Après avoir pris le fort en 1791, les Britanniques ont commencé à le démanteler, un processus qui s'est poursuivi jusqu'aux années 1930.
Les remparts et les murs ont cédé la place aux routes, tandis que les arsenaux, les casernes et les autres bâtiments anciens ont rapidement cédé la place aux collèges, aux écoles, aux arrêts de bus et aux hôpitaux. En novembre 2012, les ouvriers du chantier voisin du métro de Bangalore ont mis au jour 2 énormes canons en fer pesant une tonne chacun avec des boulets datant de l'époque de Tipû Sâhib.

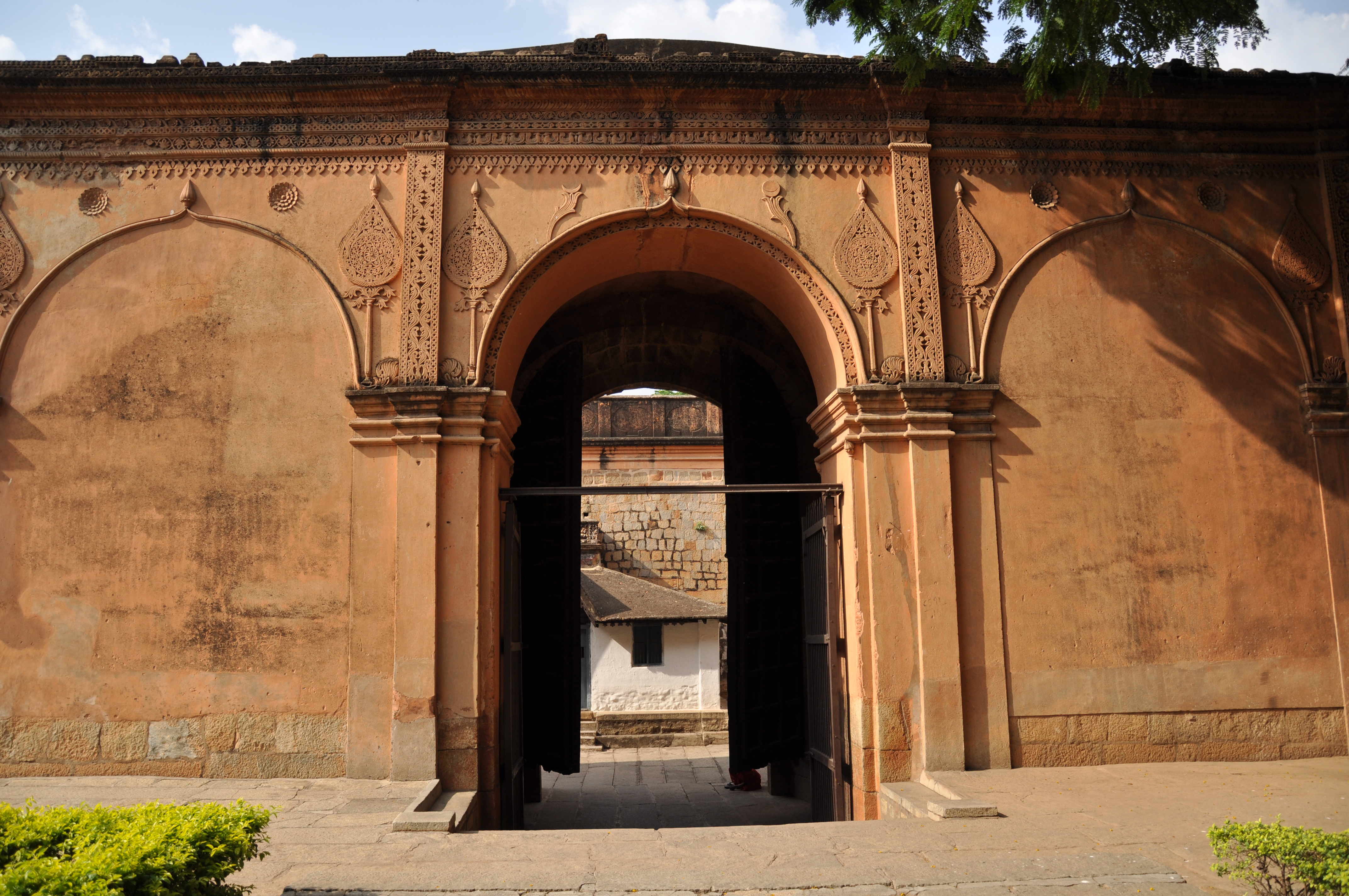
Porte de Delhi.
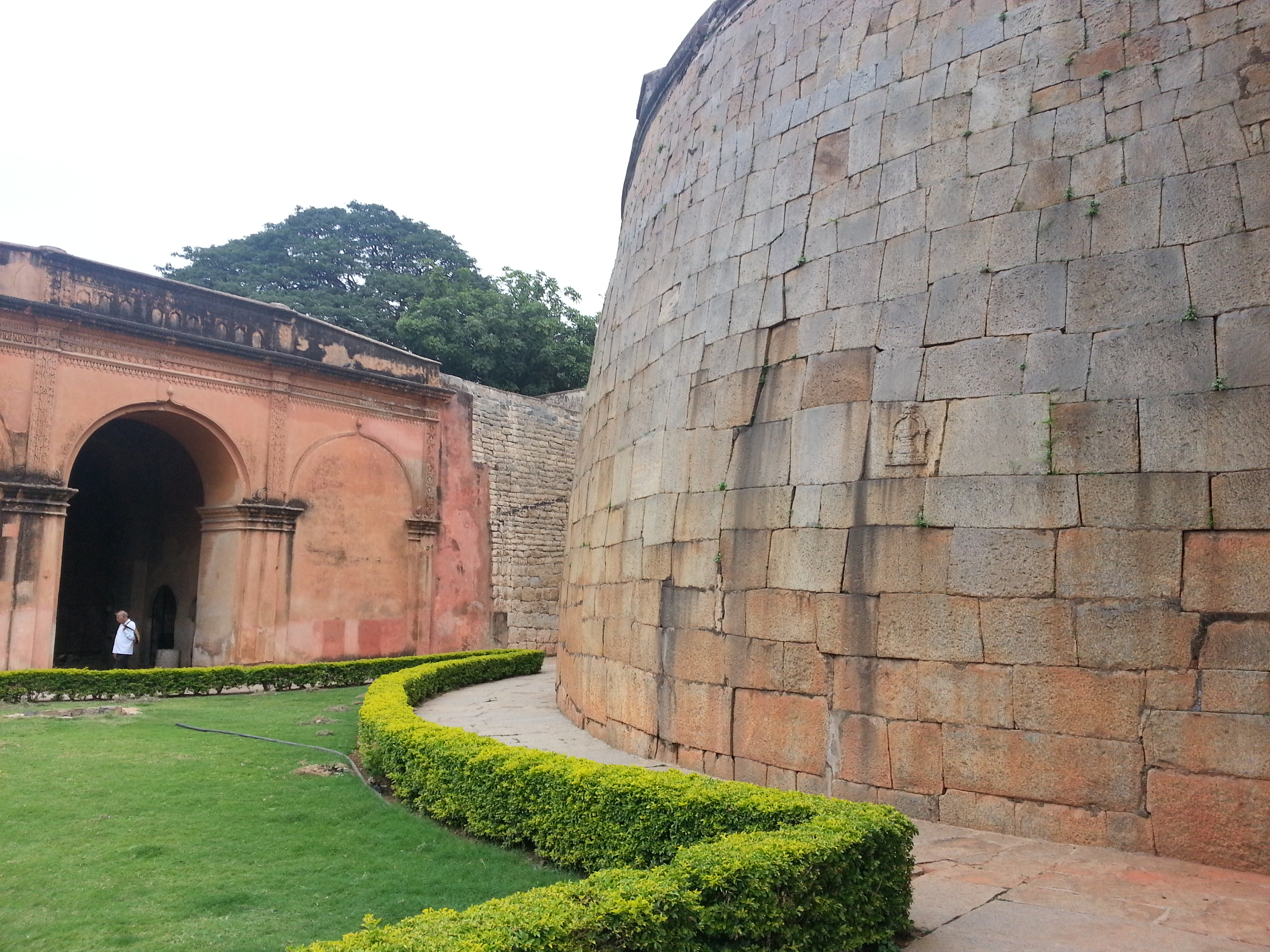
A l'intérieur du Fort de Bangalore.
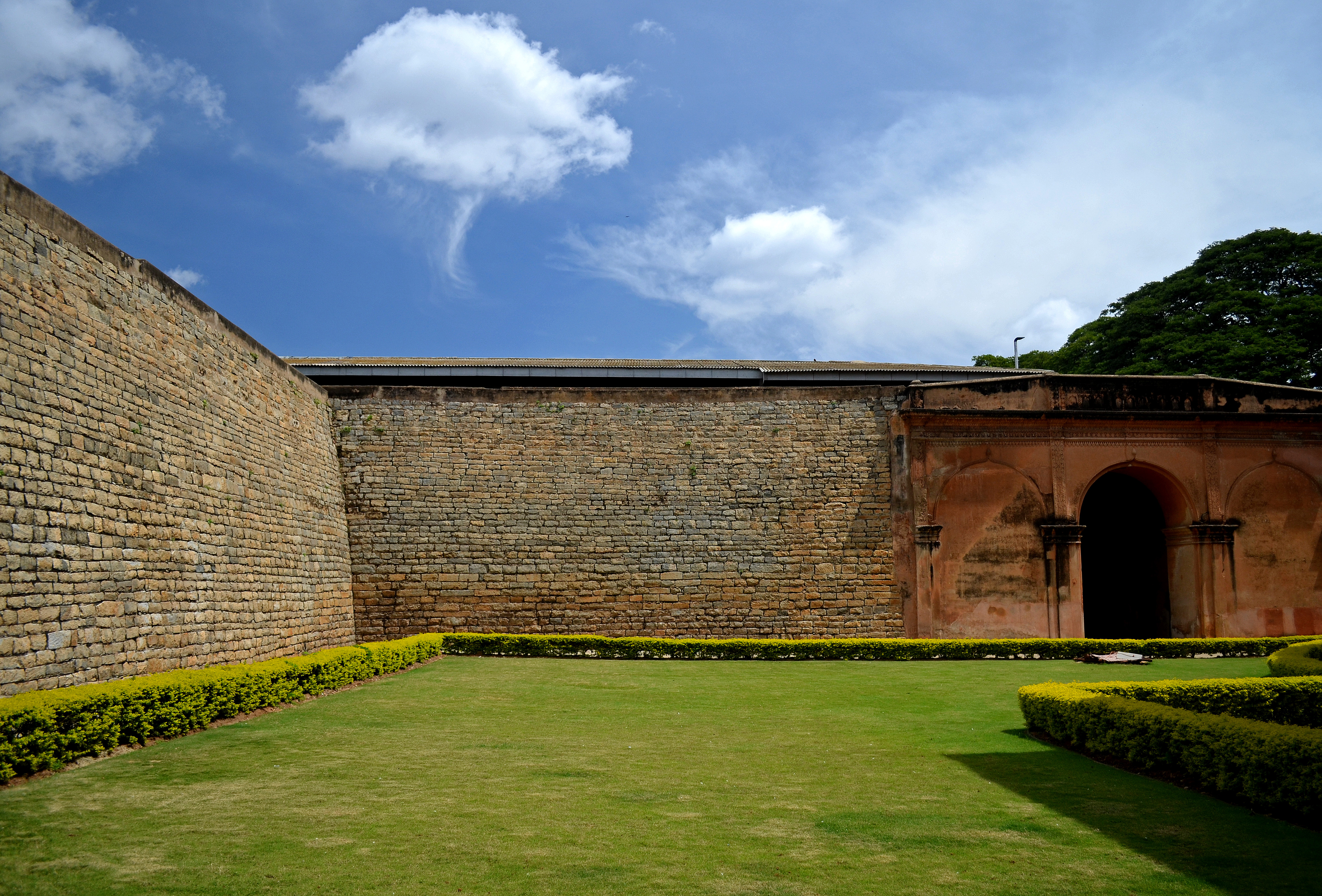
A l'intérieur du Fort de Bangalore.

## Galeries
Le peintre militaire britannique J. Hunter (en) qui a servi comme lieutenant dans l'Artillerie royale en Inde a peint en 1791 différents paysages du sud du pays, dont Bangalore et Mysore. Ces peintures ont été publiées à Londres entre 1802 et 1805.

Le Fort de Bangalore par James Hunter (1792).
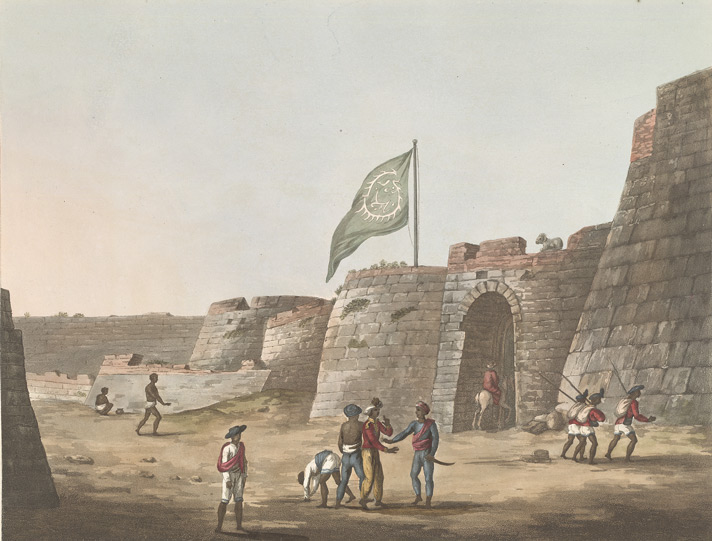
L'entrée nord du Fort de Bangalore avec le drapeau de Tipû.
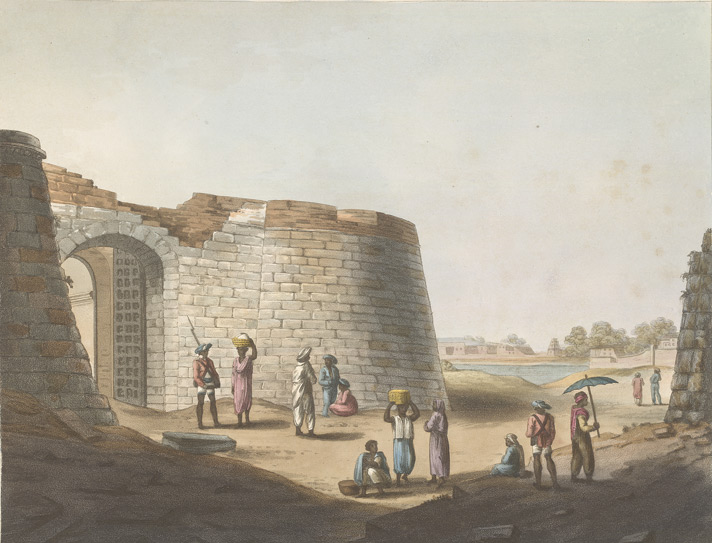
L'entrée sud du Fort de Bangalore.
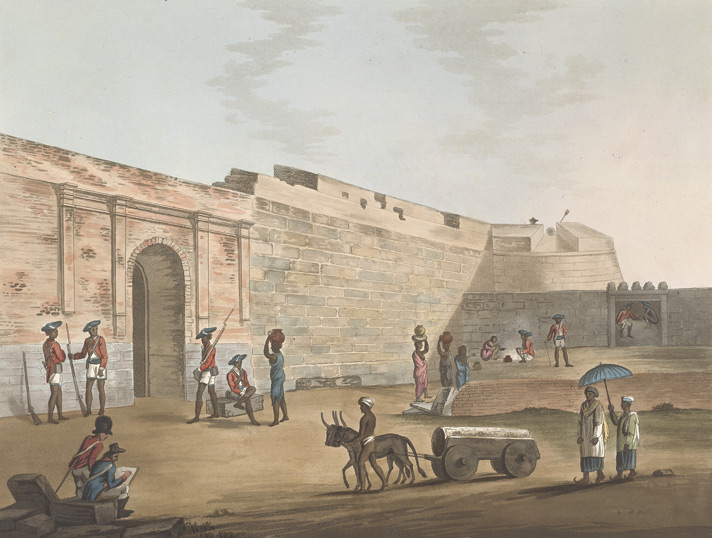
La Porte de Mysore.
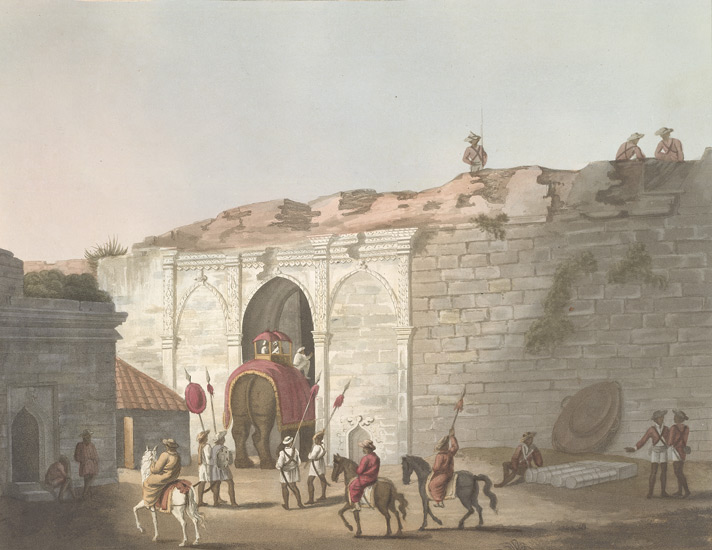
La Porte de Delhi.
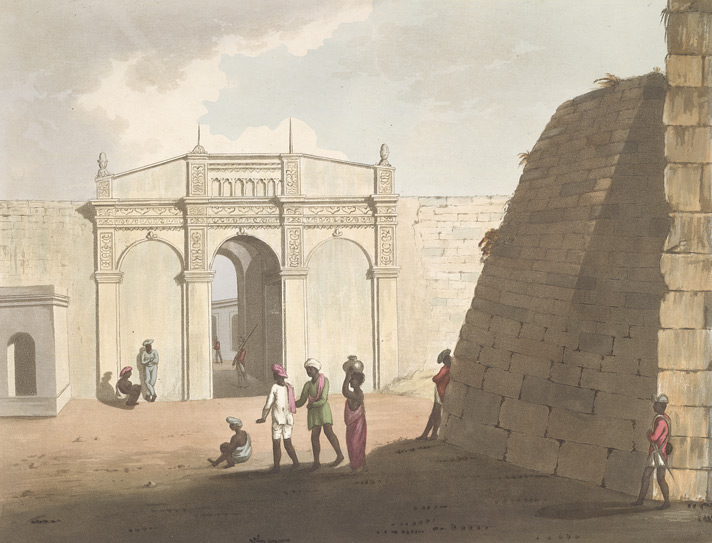
La troisième porte de Delhi.

Autres dessins d'époque.
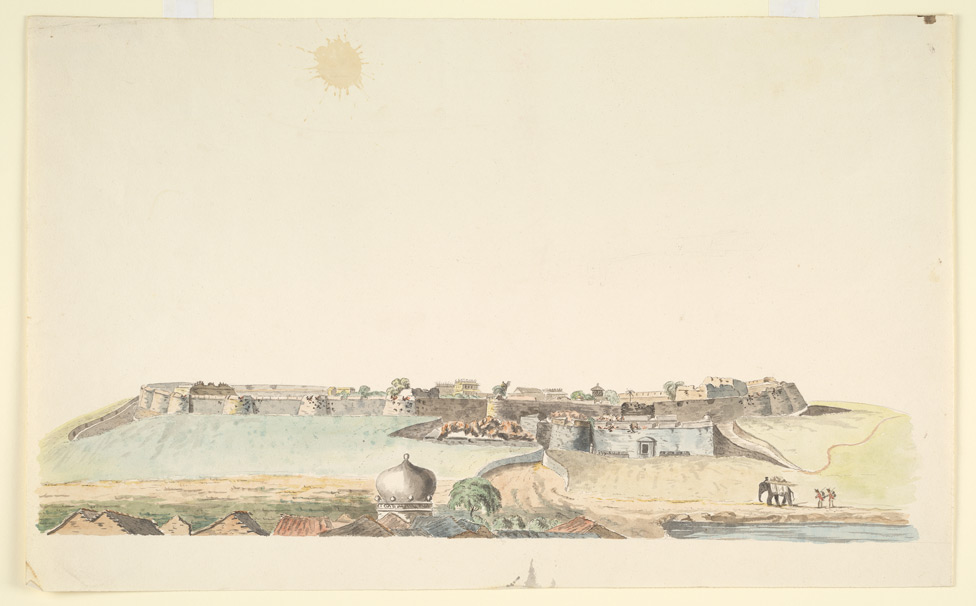
Le fort de Bangalore vu d'un village proche.
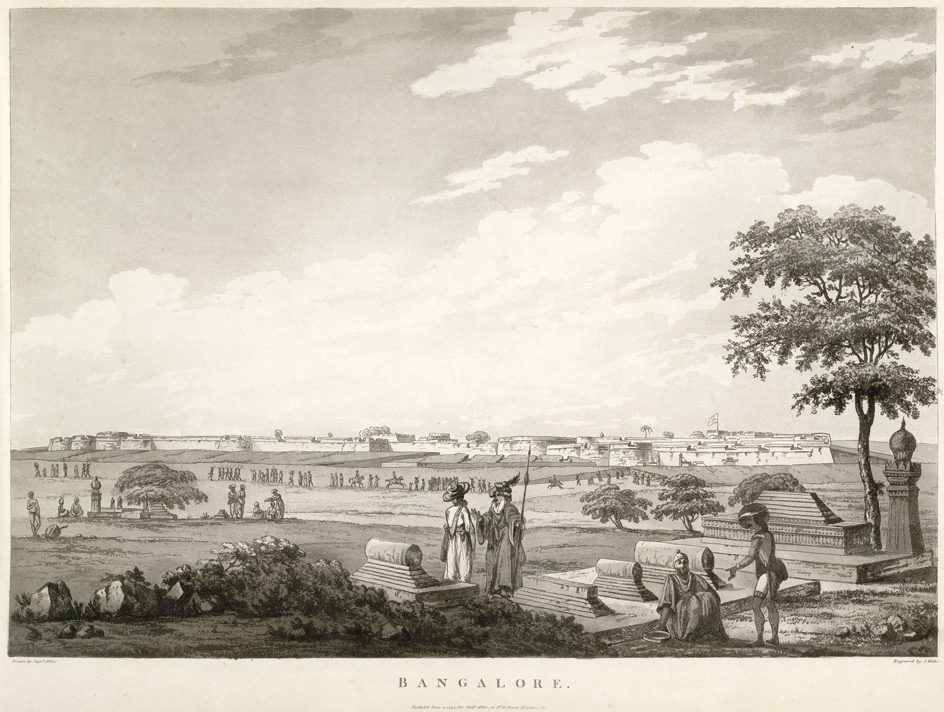
Tombes musulmanes, autour du Fort de Bangalore (1974)[35].
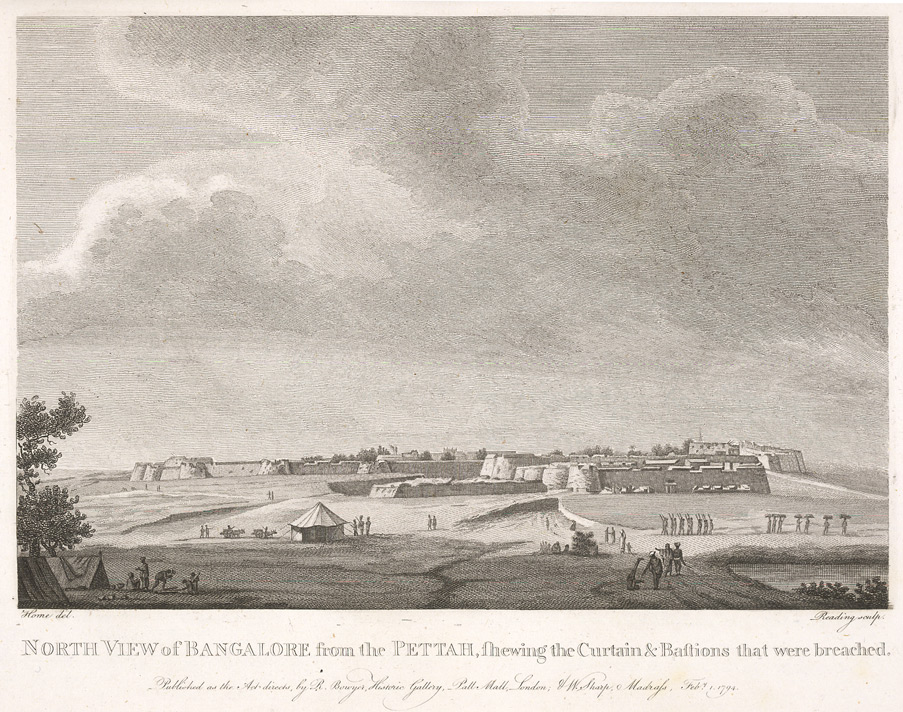
Vue nord de Bangalore depuis le pettah[36].
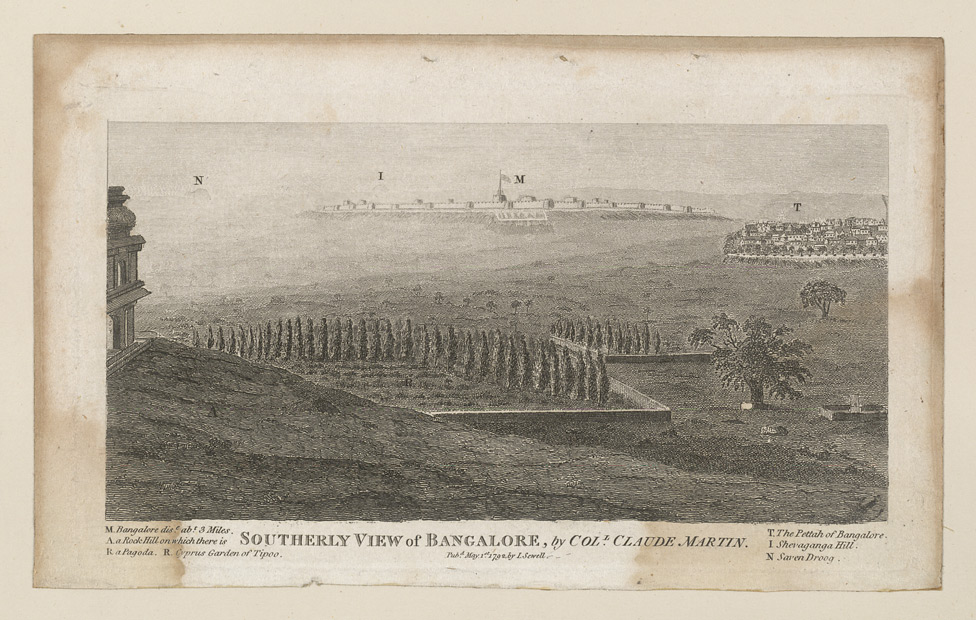
Le Fort de Bangalore vu de la tour Lalbagh de Kempe Gowda[37].
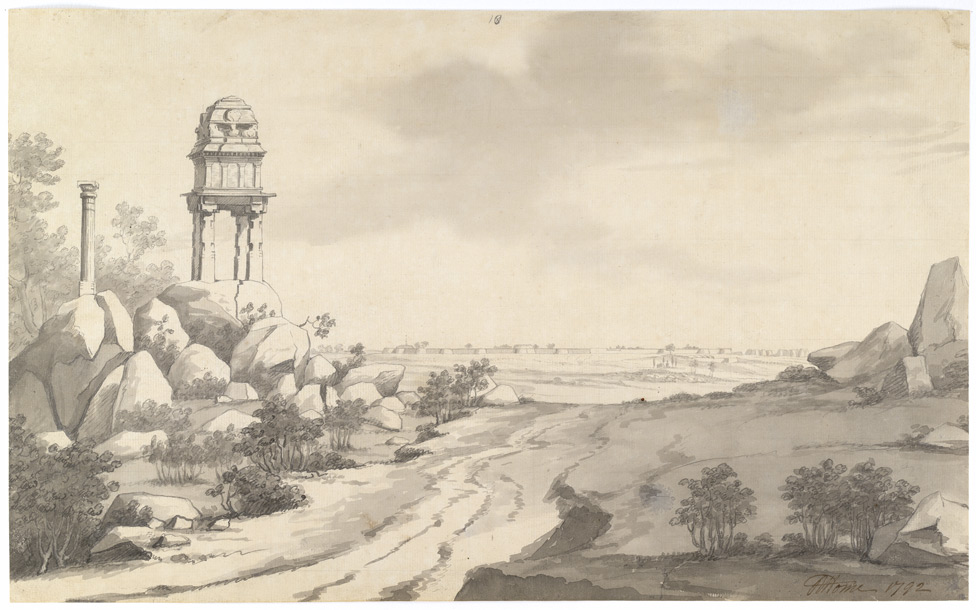
Vue du Fort de Bangalore, depuis la tour sud de Kempe Gowda[38].
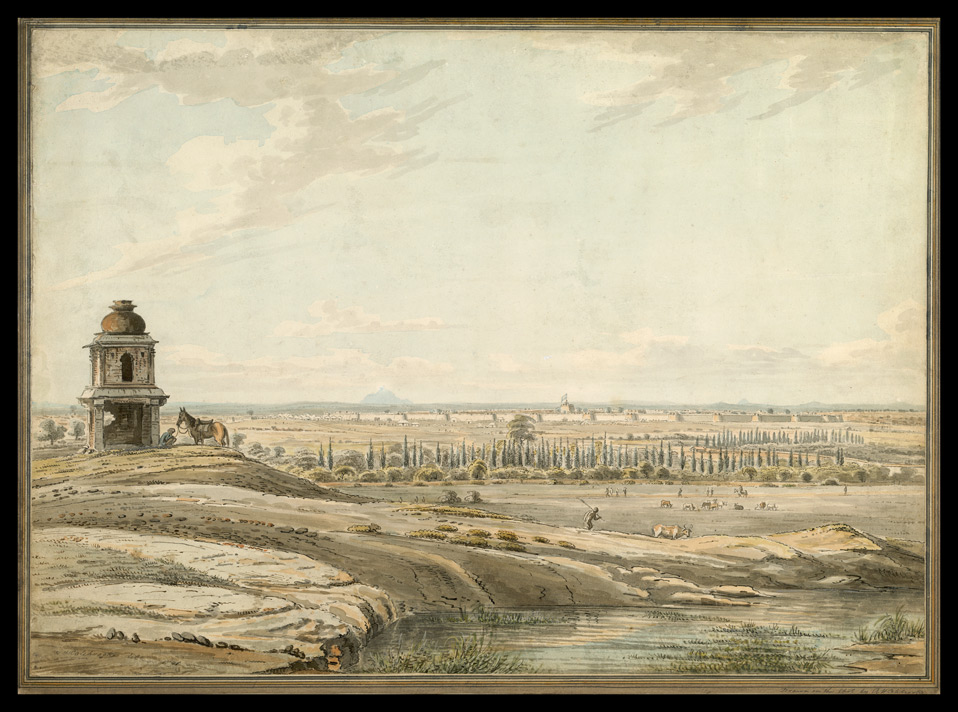
Vue du Fort de Bangalore, depuis l'est[39].
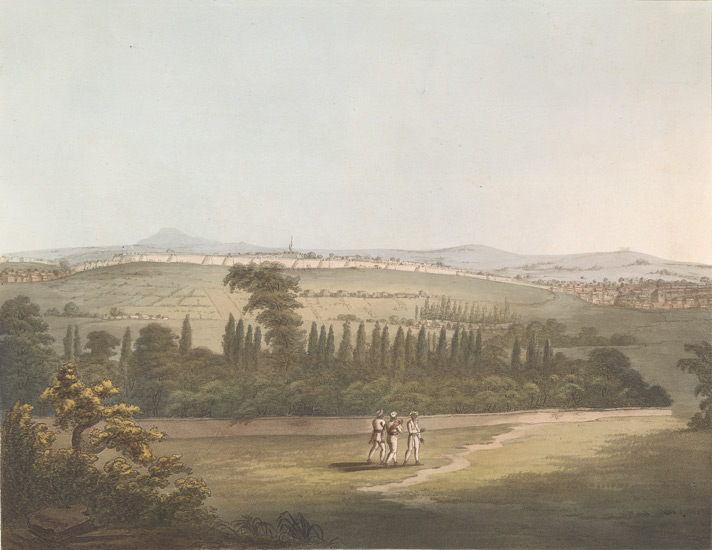
Vue est de Bangalore, depuis un temple[40].
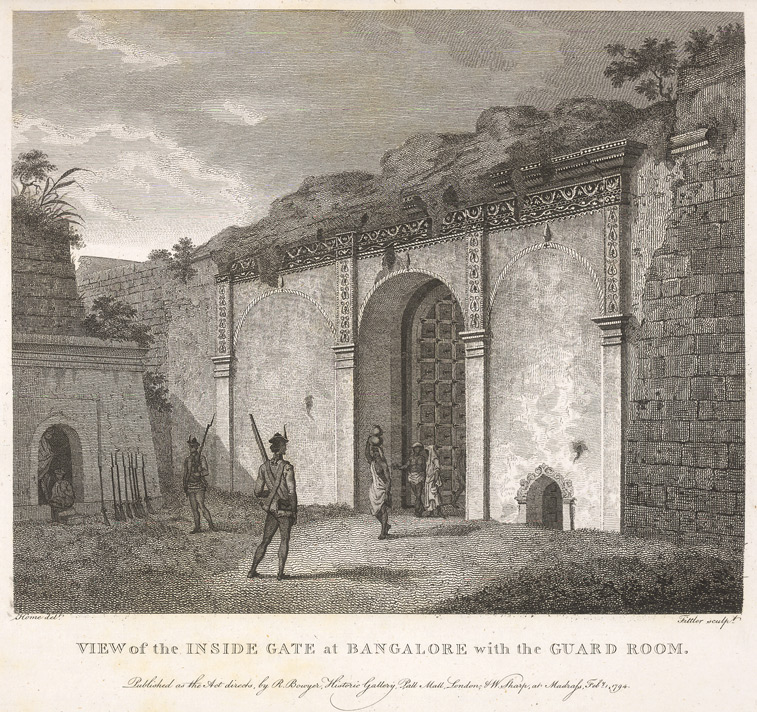
Vue de la porte intérieure de Bangalore avec la salle des gardes[36].
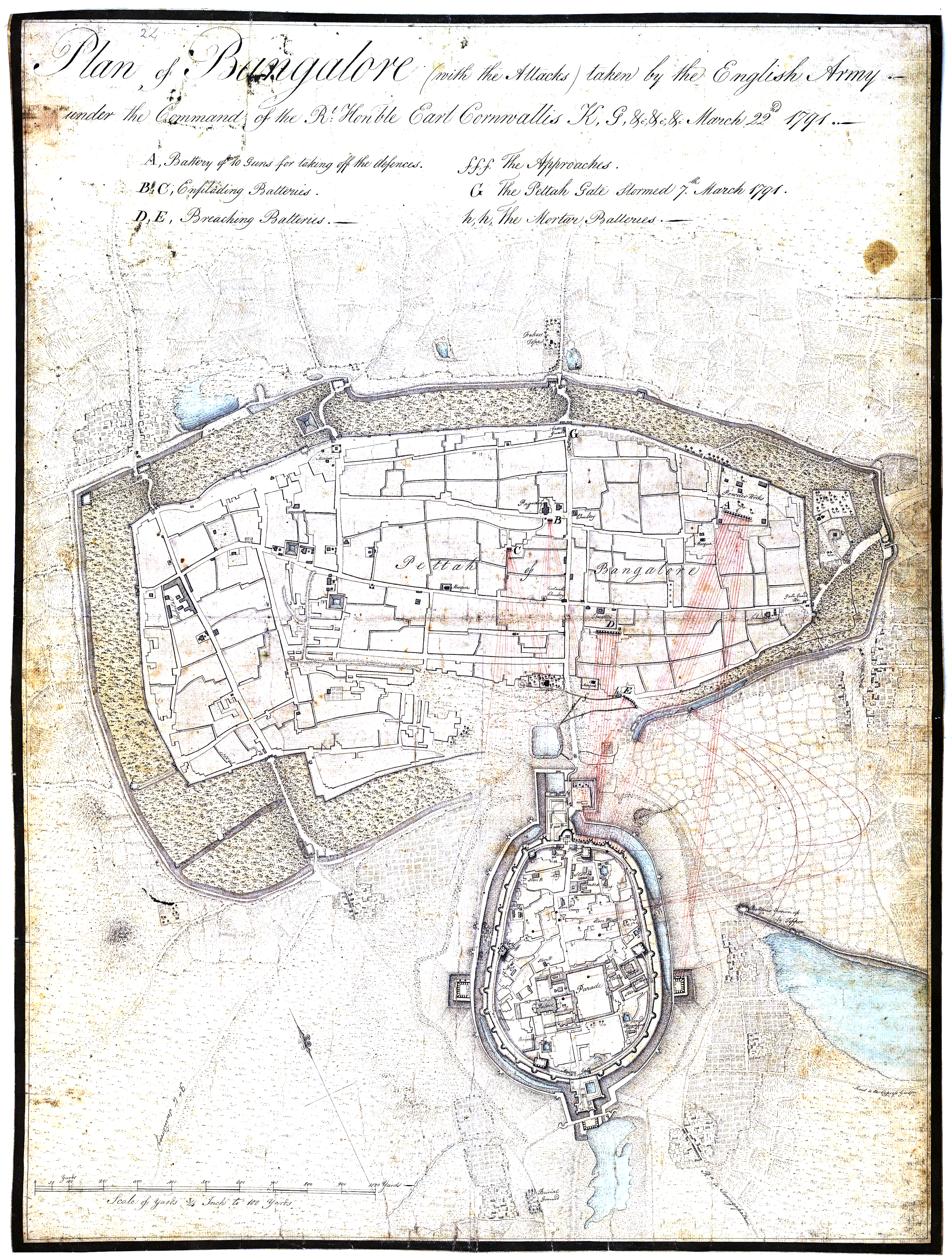
Lavis d'un plan de Bangalore avec les attaques portées par l'armée britannique[41].